# La Presta
La Presta, antigament Vilar de Na Presta o Ses Allades, és un poble de la comuna de Prats de Molló i la Presta, de la comarca nord-catalana del Vallespir.
Es troba 5 quilòmetres a ponent del cap de la comuna, la vila de Prats de Molló, a la riba esquerra del Tec, al nord-est del veïnat de la Farga i a l'est dels Banys de la Presta, a prop de tots dos. Es tracta d'un poble de veïnat dispers, amb l'església de Sant Isidre de la Presta en el seu extrem sud-oriental.
Pertanyen a aquest poble les cases i masies de Can Caset, Can Comamala i Can Ribes, entre d'altres.

## Etimologia
La Presta és un poble esmentat des de l'Edat Mitjana, però sota un altre nom: Villarium de Ces Ayllades (1266), Bayns d'Ayats (1340); és a dir, les Allades/Aiades (o Allats/Aiats), o Banys d'Allats/Aiats (o Allades/Aiades). Les grafies variables del lloc fan bastant incerta tota interpretació, però podria correspondre al llatí Aquatis i designar un lloc en el qual l'aigua és abundant. En aquest poble, des del 1264, un personatge anomenat Johannis Presta posseïa un terreny rural. Aquest terreny comprenia potser els banys, anomenats al segle xvi «Banys de na Presta», i després «la Presta», que acabaria convertint-se en el nom del poble. Joan Coromines proposa que presta és un manlleu tardà del cognom occità Preste o Pestre.